# Övedskloster
Övedskloster är en bebyggelse i Sjöbo kommun i vars östra del Öveds kyrka ligger, sockenkyrka i Öveds socken. SCB avgränsade här en småort mellan 1990 och 2020.
Efterledet i ortnamnet kommer av det kloster tillhörande premonstratensorden som grundades på platsen på 1160-talet. Klostret övergick i världsliga händer år 1535. 
Övedsklosters slott, park och tillfartsvägar med alléer samt Öveds kyrka är en av Sjöbo kommuns största sevärdheter.